# Exhibition Stadium
O Exhibition Stadium foi um estádio localizado na cidade de Toronto, Ontário, Canadá. Foi inaugurado em 1948 e foi a casa do time de futebol canadense Toronto Argonauts entre 1959 e 1988, do time de beisebol Toronto Blue Jays entre 1977 e 1989 e do time de futebol Toronto Blizzard entre 1979 e 1983, o estádio foi demolido em 1999, serviu como estacionamento até 2006 quando foi construído no lugar o BMO Field.